# قرار مجلس الأمن التابع للأمم المتحدة رقم 1657
قرار مجلس الأمن التابع للأمم المتحدة رقم 1657، الذي تم تبنيه بالإجماع في 6 فبراير 2006، بعد التذكير بالقرارات السابقة بشأن الوضع في ساحل العاج، بما في ذلك القرارات 1609 (2005) و1626 (2005) و1652 (2005)، أذن المجلس بنقل مؤقت للقوات من بعثة الأمم المتحدة في ليبريا إلى عملية الأمم المتحدة في ساحل العاج.

## القرار

### أعمال
بموجب الفصل السابع من ميثاق الأمم المتحدة، أذن المجلس بنقل مؤقت لسرية مشاة واحدة من بعثة الأمم المتحدة في ليبيريا إلى عملية الأمم المتحدة في ساحل العاج حتى 31 آذار / مارس 2006 من أجل توفير مزيد من الأمن وأداء المهام التي تقوم بها عملية الأمم المتحدة في ساحل العاج. وسيتم تجديد هذا الإجراء في غضون 30 يومًا إذا لزم الأمر، مع إبقاء أعضاء المجلس عمليات إعادة التوزيع الإضافية قيد المراجعة.

## روابط خارجية
- نص القرار في undocs.org